# Scuola

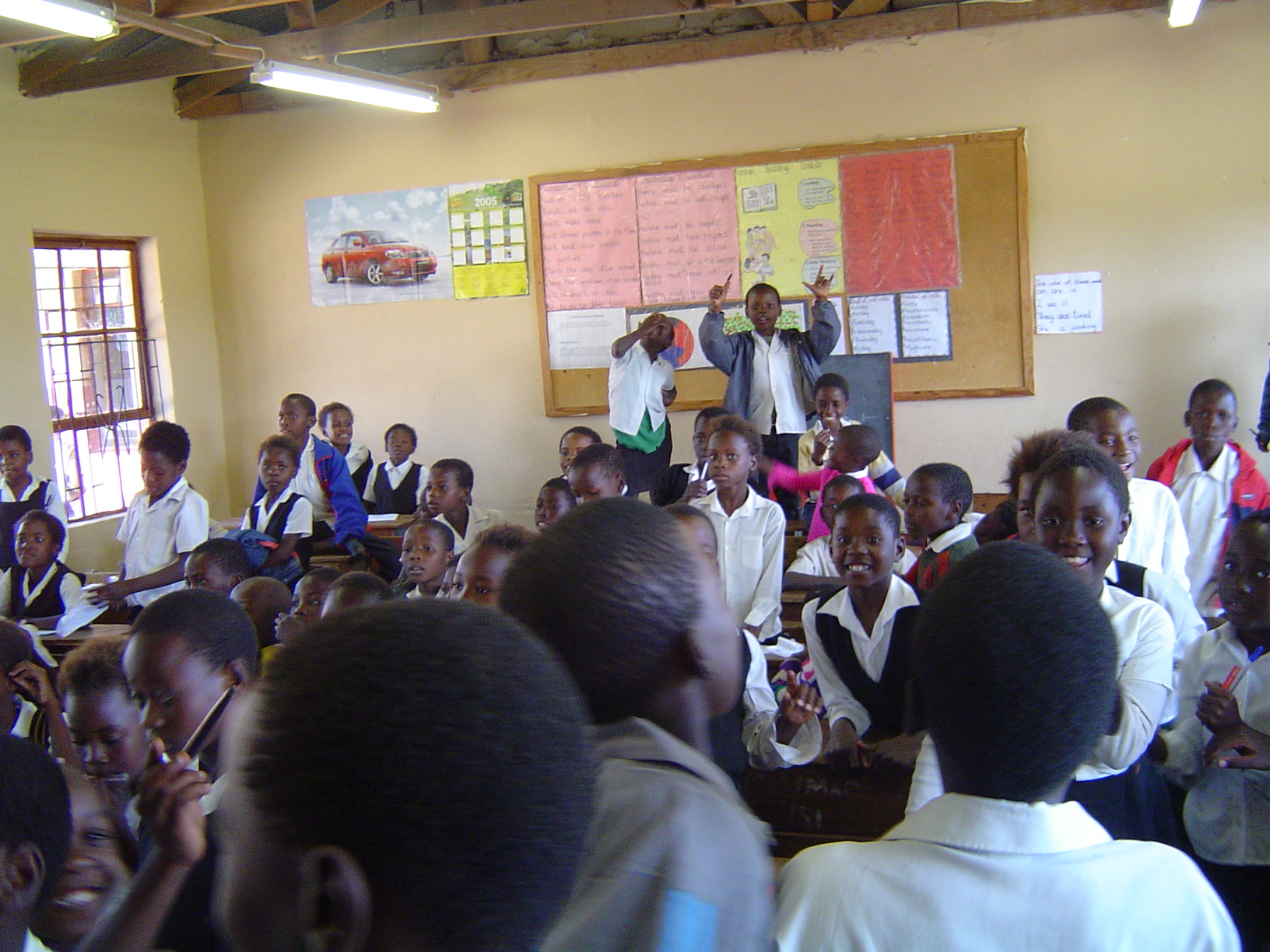
Una classe in Sudafrica

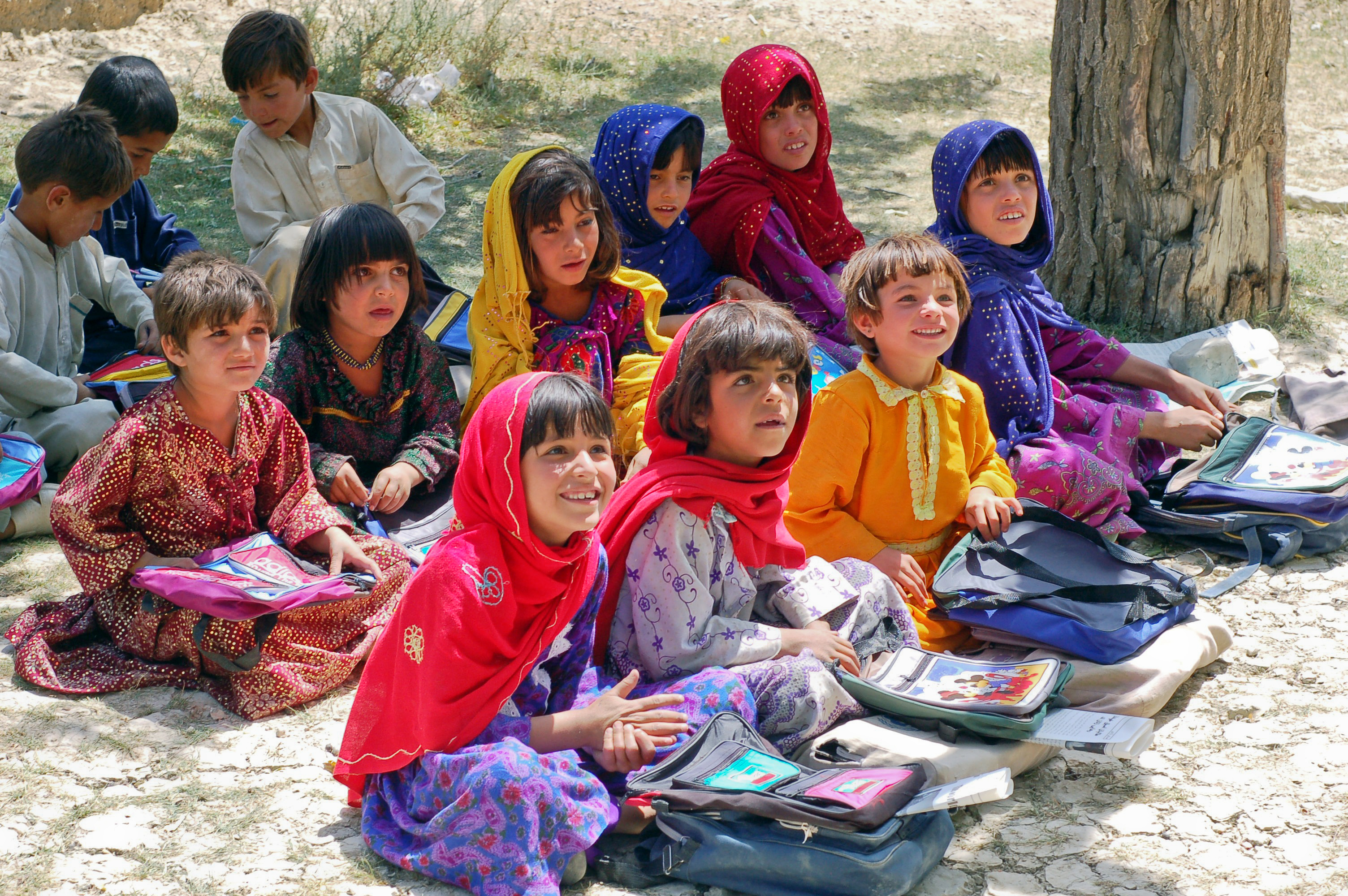
Una classe di bambini della scuola di Bamozai, un villaggio nelle vicinanze di Gardez (provincia di Paktia, Afghanistan). Nel villaggio non esiste un edificio scolastico e le lezioni vengono tenute all'aperto, all'ombra di un frutteto

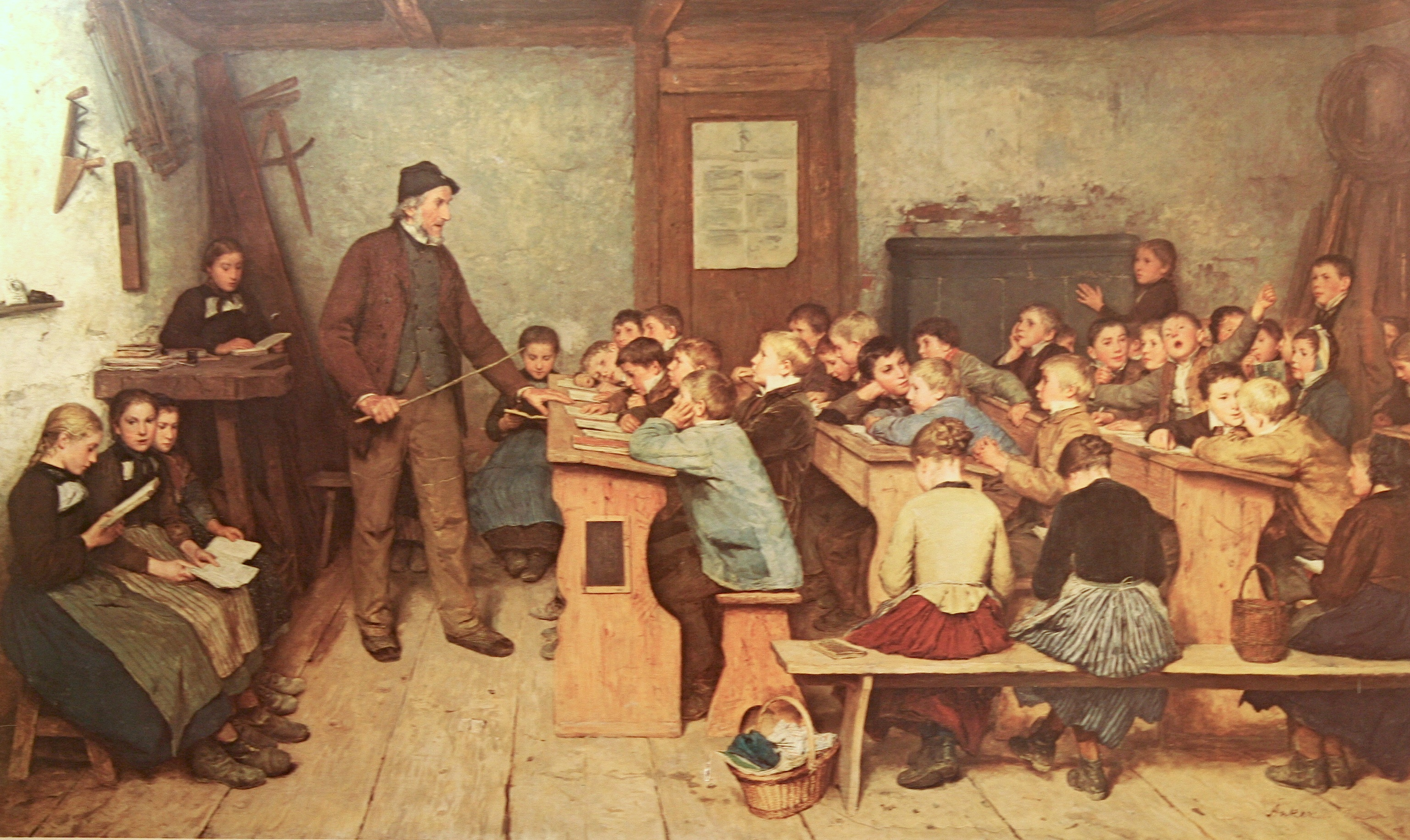
Albert Anker (1896)

Una scuola è un'istituzione destinata all'educazione e all'istruzione di studenti e allievi sotto la guida di varie tipologie di figure professionali appartenenti al settore dei lavoratori della conoscenza.
Il termine deriva dalla parola latina schola, Il termine greco significava inizialmente "tempo libero", per poi evolversi: da "tempo libero" è passato a descrivere il "luogo in cui veniva speso maggiormente il tempo libero", cioè il luogo in cui si tenevano discussioni filosofiche o scientifiche durante il tempo libero, per poi descrivere il "luogo di lettura", fino a descrivere il luogo d'istruzione per eccellenza.

## Storia

### Epoca antica

#### Antichi Egizi
La scuola fu fondata verso il 2000 a.C. con lo scopo di formare giovani esperti da destinare alle funzioni amministrative dello Stato. Era una scuola rigida e poco permissiva, spesso venivano inflitte punizioni corporali. Le lezioni si svolgevano di solito all'aperto, dove gli alunni si accovacciavano su stuoie intrecciate, muniti di pennelli o cannucce e di cocci di terracotta sui quali scrivevano. Allo studio delle lettere erano ritenuti funzionali l'esercizio ripetuto della ricopiatura e della dettatura. 
Il giovane che voleva avere accesso ai più alti gradi dell'amministrazione doveva conoscere almeno una lingua straniera, così come chi voleva intraprendere con successo la carriera diplomatica doveva conoscere il babilonese.
Importante era anche la preparazione fisica, curata mediante esercizi ginnici.
I bambini egizi avviati alla carriera di scribi frequentavano le Case della Vita, poste presso i templi o il Palazzo reale. Gli aspiranti scribi s'impratichivano componendo geroglifici e scrivendo in ieratico su tavolette di coccio. Esisteva anche una sorta di sussidiario chiamato Kemit, ricco di formule per scrivere lettere, testi funerari e inni religiosi. L'educazione era riservata ai maschi.

#### Popoli mesopotamici
I Sumeri fin dal IV millennio a.C. avevano scuole per gli scribi, simili a quelle egizie, tanto che sono stati rinvenuti nel corso degli scavi archeologici in Iraq sillabari e testi scolastici. Dopo l'assorbimento di questa popolazione da parte dei Babilonesi, il sistema scolastico venne mantenuto fondamentalmente inalterato.
I programmi consistevano in nozioni di religione, grammatica, aritmetica, storia, geografia e contabilità: insomma l'istruzione era soprattutto tecnica e pratica.
Con lo scopo di formare scribi sorsero, nei pressi di templi e palazzi, scuole dette edubba, cioè "case delle tavolette".

#### Antica Persia
La prima istruzione presso i Persiani intorno all'anno 1000 a.C. era data dalla famiglia stessa, i bambini fino all'età di 5 anni non erano ammessi alla presenza dei padri, fino ad allora vivevano con le donne; in seguito il ragazzo, all'età di 7 anni, veniva affidato dallo Stato all'educazione di "uomini gravi e irreprensibili" che fino ai 15 anni gli impartivano un'educazione soprattutto di carattere fisico (corsa, equitazione, tiro con l'arco, lancio del giavellotto, capacità di adattamento), ma si insegnava anche la scrittura, la matematica, l'astronomia e si leggeva la Zend-Avesta (ovvero l'edizione dell'Avestā, libro sacro zoroastriano, commentata).
All'età di 14 anni i giovani persiani venivano affidati a quattro illustri insegnanti Persiani, chiamati rispettivamente il "saggio", il "più giusto", il "più temperato" e il "coraggioso", che li istruivano rispettivamente al: culto degli dei, al saper governare, alla temperanza, e al coraggio.
Alcuni insegnanti non erano Achemenidi, infatti si impartivano lezioni di Aramaico (lingua a quel tempo molto diffusa in oriente) da scribi stranieri della cancelleria dello Stato.
Dai 15 ai 25 anni l'educazione era invece prettamente militare, e al termine si riceveva la cintura della virilità e si doveva giurare fedeltà all'Impero e a Zoroastro. All'età di 50 anni infine, i migliori tra i soldati e gli uomini persiani potevano diventare educatori dei giovani.
La maggior parte dei nobili e dei funzionari civili altolocati sapevano leggere e scrivere. Chiaramente, oltre a una guida etica, l'obiettivo dell'educazione persiana era quella di produrre soldati efficienti. Questa conclusione è confermata dall'iscrizione sulla tomba di Dario il Grande a Naqsh-e Rostam.

#### Popolo ebraico antico
Fino al VI secolo a.C., cioè fino all'esilio babilonese, in Palestina esistevano solo scuole profetiche, o scuole superiori di Sacra Scrittura: cui gli alunni, destinati al sacerdozio, vivevano in comunità studiando i testi sacri e la religione.
Solo con Esdra, nel V secolo a.C., vennero istituite le prime scuole pubbliche religiose, e in seguito le scuole elementari. La diffusione di queste scuole procedé lentamente in tutte le località dell'attuale stato d'Israele, finché nel 64 d.C. un decreto non obbligò tutte le città e i paesi a fornirsi di una propria scuola elementare, pena la scomunica. Nel frattempo vennero incentivate anche le scuole private.
Il sistema scolastico ebraico era molto preciso ed evoluto, e si articolava su tre livelli: 
- la Mikrah (7-10 anni): qui si imparavano i fondamenti dell'ebraico e del caldeo, con la lettura e la scrittura;
- la Mishnah (10-15 anni): qui si studiavano le leggi della Bibbia, che prevedeva ogni forma di diritto anche civile e penale, oltre che religioso;
- la Guemara (15-18 anni): qui si rivedeva il diritto e si studiavano nozioni di scienza naturale, anatomia, medicina, geometria, astronomia.

La scelta dei maestri era curata, e i requisiti per gli educatori erano l'affabilità e la piacevolezza; addirittura era stabilito che se una classe aveva fino a 25 alunni bastava un maestro, ma se gli alunni erano fino a 40 servivano due maestri.

#### Antica Grecia
Fin dal 1700 a.C.|1700-1400 a.C. ci sono prove dell'esistenza di una scuola per funzionari in Età minoica e micenea: difatti la grande quantità di documenti deve essere stata scritta da persone istruite in qualche posto, ma non ci sono prove sull'esistenza di una qualsiasi scuola.
La scuola presso i Greci, in età classica, assume vari ordinamenti in base alla polis che si analizza. I principali ordinamenti scolastici sono quelli di Sparta e di Atene. Nella Grecia antica la scuola era una comunità di uomini che sotto la guida di un maestro venivano educati e istruiti del sapere (e quindi nasce la filosofia) vivendo insieme e scambiandosi le idee.
A Sparta inizialmente il ragazzo era educato dalla famiglia; all'età di 7 anni lo Stato lo arruolava e lo poneva sotto la custodia di un educatore, che ne portava la responsabilità fino a quando il ragazzo compieva 12 anni. In questo periodo i ragazzi erano raggruppati in reparti comandati da ventenni esperti e suddivisi in sotto-reparti, questi ultimi capeggiati da un ragazzo meritevole. L'educazione era soprattutto fisica e militare: pochissime erano le nozioni letterarie, quasi tutte composte da poesie omeriche o patriottiche.
Dai 12 ai 18 anni ogni ragazzo riceveva la peculiare educazione spartana. Nell'antica Sparta lo scopo dell'educazione giovanile era di creare i presupposti per un esercito forte, in grado di provvedere alla difesa dello Stato. Gli Spartani credevano nella disciplina, nell'abnegazione, nella semplicità e nella più totale fedeltà allo Stato. Ogni Spartano, maschio o femmina, era tenuto ad avere un corpo perfettamente integro. I neonati, infatti, venivano controllati dai soldati spartani, che, in presenza di malformazioni, li portavano sul Monte Taigeto, dove li abbandonavano a morire e dove talvolta i bambini venivano raccolti da qualcuno dei Perieci o degli Iloti. I bambini che passavano questo esame erano assegnati a una fratellanza o sorellanza, di solito la stessa a cui appartenevano il padre o la madre.
I ragazzi spartani erano affidati alla scuola militare all'età di 6-7 anni, dove si addestravano, vivendo negli alloggi della loro fratellanza. La scuola militare insegnava ai giovani a sopravvivere e a essere grandi soldati, attraverso forme di apprendimento dure e spesso dolorose; benché agli studenti venisse insegnato a leggere e a scrivere, la capacità di difendere lo Stato con le armi era reputata prevalente su tutte le altre. Per questo, si insegnava ai giovani a provvedere da soli alle proprie necessità primarie e, nonostante il furto venisse punito, ai giovani si forniva talvolta un po' meno del minimo indispensabile, per stimolarli ad arrangiarsi e anche a rubare per meglio sopravvivere: l'importante era non farsi cogliere sul fatto. I maschi spartani all'età di 18-20 anni dovevano superare una prova difficile di capacità di adattamento, abilità militare e abilità di comando. Ogni maschio spartano che non superava questi esami diventava un perioikos (ai perieci era permesso di avere proprietà, praticare il commercio, ma non di esercitare diritti politici, in quanto non erano considerati cittadini). Chi superava la prova, diventava cittadino e soldato, con pieni diritti.
Ai cittadini di Sparta non era permesso maneggiare i soldi, compito dei perieci. I soldati spartani trascorrevano la maggior parte della loro vita con i loro compagni d'armi. Mangiavano, dormivano e continuavano ad addestrarsi nei loro alloggi di fratellanza. Anche se si sposavano, non vivevano con le loro mogli e famiglie. Vivevano negli alloggi. Il servizio militare terminava all'età di 60 anni, quando un soldato di Sparta poteva andare in pensione e vivere in casa con la famiglia.
A Sparta le ragazze andavano a scuola all'età di 6-7 anni, vivendo e addestrandosi negli alloggi della loro sorellanza. Non si sa se la loro scuola fosse crudele o dura come la scuola di ragazzi, ma anche alle ragazze venivano insegnate la lotta, la ginnastica e la capacità di combattere. 
Alcuni storici credono che le due scuole fossero molto simili e che si addestrassero le ragazze come i ragazzi. 
Gli Spartani credevano che donne forti avrebbero prodotto bambini forti. All'età di 18 anni, se una ragazza di Sparta superava le sue prove di adattamento, abilità e coraggio le veniva assegnato un marito e le era permesso di tornare a casa; se falliva perdeva i suoi diritti di cittadina e andava a far parte dei perieci. Ma mentre nelle altre città stato greche le donne erano costrette a vivere all'interno delle mura domestiche, senza ricevere alcuna specifica istruzione, a Sparta erano libere di muoversi e godevano di molta libertà.
Ad Atene antica, lo scopo dell'educazione dei giovani era produrre cittadini addestrati nelle arti, preparare cittadini per la pace e la guerra. Le ragazze non andavano a scuola, ma molte imparavano a leggere e scrivere a casa, nel chiuso del loro cortile. Fino all'età di 6 o 7 anni, i ragazzi imparavano a casa dalla madre o da uno schiavo maschio. Dall'età di 6 anni fino ai 14 andavano a una scuola elementare di quartiere o a una scuola privata. I libri erano molto costosi e rari, così i pochi disponibili per la scuola erano letti ad alta voce e gli allievi dovevano imparare tutto a memoria. I ragazzi usavano tavolette di scrittura e regoli. Nella scuola elementare, dovevano imparare due cose importanti, la letteratura - i versi di Omero, il poeta dell'Iliade e dell'Odissea - e la musica - suonare la lira - poiché secondo gli ateniesi l'apprendimento di queste due materie donava ai giovani, oltre alla capacità di leggere e scrivere, anche un'ottima memoria, una buona padronanza di linguaggio e la possibilità di comprendere il tempo e lo spazio tramite la conoscenza della ritmica musicale, al fine di vivere meglio con loro stessi. Il loro insegnante che era sempre un uomo poteva scegliere liberamente le materie supplementari da insegnare. Spesso si sceglieva di insegnare teatro, retorica, politica, arte, lettura, scrittura, matematica, e un altro strumento musicale molto popolare: il flauto. Dopo le elementari alcuni ragazzi seguivano corsi di studio superiori per quattro anni. Al compimento del 18º anno di età entravano nella scuola militare per altri due anni, a 20 anni conseguivano la laurea.
Accademia fu il termine con il quale fu conosciuta la scuola fondata da Platone ad Atene. La storia dell'Accademia comprende un arco di quasi nove secoli, dalla sua fondazione nel 387 a.C. alla sua chiusura, per opera di un editto dell'imperatore Giustiniano nel 529 d.C.
Sebbene in questo periodo non sempre sia esistita una Accademia ad Atene - un lungo periodo di interruzione delle attività si ebbe nell'epoca immediatamente successiva alla conquista romana -, l'Accademia rappresentò per tutta l'età antica il simbolo della filosofia platonica e ancora Plutarco (filosofo e scrittore greco), in piena età imperiale, definiva sé stesso e i pensatori che come lui si rifacevano a Platone come "Accademici" (akademikoi). In seguito Aristotele continuerà l'opera del maestro Platone con la fondazione di un'altra scuola filosofica ovvero il Liceo.
In età ellenistica con la diffusione della cultura ellenica in tutto l'Impero Macedone sorsero vari centri di diffusione della cultura, una necessità sempre più grande nelle Satrapie. Viene formato un sistema scolastico basato su tre livelli di istruzione: Primaria, Secondaria, Superiore. La scuola nella sua formazione impartiva le conoscenze di grammatica, letteratura, aritmetica, oratoria, medicina, musica e ginnastica inoltre per conseguire il diploma del tempo bisognava scegliere un percorso tra: Retorica, Filosofia e Medicina che poteva essere conciliato dall'efebia della durata di due anni. Il centro nevralgico della diffusione della conoscenza dell'impero fu Alessandria d'Egitto con la sua biblioteca e il famoso Museo. Col tempo però la scuola ellenistica iniziò a divenire superficiale e immorale ricevendo aspre critiche da parte di grandi filosofi come Luciano di Samosata e Sesto Empirico.

#### Antica Roma
Plutarco afferma che la prima scuola pubblica a Roma fu aperta verso la metà del III secolo a.C. da Spurio Carvilio, ma altre testimonianze d'autore considerano la scuola un'istituzione molto anteriore. L'antico costume romano affidava l'istruzione alla madre nella prima infanzia e in seguito al padre, il quale doveva anche trasmettere ai figli i valori religiosi, sociali e civili secondo i valori degli antenati e in base all'estrazione sociale. In genere sin dalla fine della repubblica, la famiglia affidava i figli a un pedagogo privato (di solito greco) o li mandava a scuola. L'antico romano interrompeva gli studi quando sapeva leggere, scrivere e far di conto; tra i 12 ed i 15 anni le ragazze smettevano di studiare, per sposarsi.
Negli ultimi anni della repubblica e durante l'impero l'istruzione del giovane passava per tre gradi: l'insegnamento del litterator e successivamente quello del grammaticus costituivano il corso normale degli studi elementari e medi; seguiva la scuola del rhetor, che addestrava i giovani nell'eloquenza, ma non era molto frequentata.
Le lezioni elementari si facevano nella scuola del ludi magister, che per una modesta mercede insegnava a leggere e a scrivere.
Il litterator insegnava a leggere e scrivere e, imparati questi rudimenti, si passava al perfezionamento di ciò che il ragazzo aveva imparato; a questo pensavano: il librarius che si occupava di perfezionare l'allievo nella lettura e nella scrittura, il calculator che insegnava le varie operazioni aritmetiche e il notarius che insegnava a stenografare.
Terminati gli studi elementari cominciava l'insegnamento medio, diretto dal grammaticus. Anche questo, secondo gli usi e le possibilità delle famiglie, veniva impartito in casa o in una scuola pubblica tenuta da un privato. Le prime scuole pubbliche di grammatica furono aperte verso la metà del II secolo a.C. Nella scuola del grammaticus si imparavano la lingua e la letteratura greca e latina, studiandole soprattutto sui poeti, e un corredo di nozioni fondamentali di storia, geografia, fisica e astronomia. Nello studio dei testi lo scolaro imparava a ben pronunciare, a leggerli con sentimento, a chiarirne il contenuto e ad intenderne la metrica. Degli autori greci il più letto era Omero; fra quelli latini durante la repubblica, Orazio, Andronico ed Ennio. Il maestro obbligava gli scolari ad impararne dei passi a memoria e a farne delle esposizioni orali e scritte.
Il rethor era professore di eloquenza, il terzo grado dell'istruzione (ragazzi sui 16 o 17 anni); le prime scuole di retorica furono aperte nel II secolo a.C. Gli studenti apprendevano le tecniche dell'arte del dire (dicendi praecepta): l'inventio, cioè il trovare gli argomenti da esporre; l'elocutio, la scelta dei modi espressivi; la memoria, l'apprendimento a memoria della composizione; l'actio, la corretta maniera di presentare il discorso. Si esercitavano quindi ad applicare queste tecniche con esercizi scritti ed orali: i primi consistevano in composizioni più varie di quelle assegnate dal grammaticus e graduate secondo la difficoltà, invece oralmente si facevano degli esercizi pratici dell'eloquenza, cioè le suasoriae o controversiae. Le suasoriae erano monologhi nei quali noti personaggi della mitologia o della storia, prima di prendere una grave decisione, ne valutavano gli argomenti favorevoli e contrari; nelle controversiae si svolgeva un dibattito fra due scolari che sostenevano due tesi opposte. Alle esercitazioni davanti al retore poteva essere ammesso il pubblico, anzitutto le famiglie degli scolari. Il completamento degli studi di retorica avveniva poi in Grecia, soprattutto ad Atene e a Rodi, dove si trovavano anche scuole famose di filosofi.
In età imperiale, a cominciare dai tempi di Vespasiano furono aperte a Roma scuole pubbliche finanziate dallo Stato: Quintiliano fu il primo a tenere una cattedra d'eloquenza con stipendio statale. Ai tempi di Adriano in ogni città dell'impero ci sarà una scuola pubblica. Lo stipendio di un maestro elementare fissato dall'edictum de pretiis di Diocleziano (301 d.C.) era di 50 denari per alunno al mese, il grammaticus guadagnava 200 denari al mese per allievo mentre il rhetor 250 denari.
Non c'erano edifici scolastici ma si faceva lezione in qualche stanza (tabernae, pergulae) o anche all'aperto. L'arredamento della scuola era semplice: solo in qualche scuola gli scolari si riunivano intorno al maestro attorno ad una tavola, di solito il maestro stava seduto su una seggiola con spalliera (cathedra) o senza (sella), che portava con sé insieme alla penna, la carta e l'inchiostro; i ragazzi utilizzavano sgabelli dovendo tenere le tavolette cerate (i quaderni di allora), chiamate tabelle, sulle ginocchia. L'anno scolastico cominciava di marzo dopo le quinquatrus, festa in onore di Minerva; vi erano delle vacanze nei giorni festivi e ogni otto giorni (nundinae), solitamente i ragazzi si riposavano durante l'estate. L'orario scolastico era composto di sei ore, a mezzogiorno gli scolari tornavano a casa per il prandium e riprendevano le lezioni nel pomeriggio.
Spesso il maestro era ricordato come plagosus ("colui che picchia"), infatti le punizioni facevano parte del programma educativo considerate fondamentali per la formazione del carattere. Lo strumento più utilizzato dai maestri per le punizioni era la ferula, una canna provvista di nodi di legno. Per infliggere punizioni più gravi si utilizzava la scutica, una frusta fatta di strisce di cuoio o staffile, ed ancora la virga, uno scudiscio anche questo formato da un fascio di strisce di cuoio. Lo scolaro veniva appoggiato sulle spalle di un compagno, mentre un altro ne teneva ben ferme le gambe, e quindi veniva frustato. La pena, oltre che dolorosa, era anche umiliante in quanto il ragazzo, oltre a essere percosso, veniva prima denudato davanti a tutti i presenti.
Nel mondo romano la carta non esisteva, si usava il foglio di papiro o pergamena. I fogli di papiro venivano uniti tra loro e arrotolati intorno ad un bastoncino per formare un volumen che si leggeva srotolandolo. I fogli di pergamena potevano dare origine a due diversi tipi di libro: a un volumen o a un codex costituito da fogli piegati e tagliati in quattro (quaternio, da cui deriva il nostro "quaderno"), uniti tra loro come i quaderni di oggi. Per scrivere si usavano inchiostri di diversi colori, il più comune era quello nero (atramentum) e ci si serviva di una cannuccia (calamus) o di una penna d'oca (penna). Volumina e codices avevano un costo molto elevato, quindi per documenti di minore importanza si usavano le tavolette di legno con i bordi rialzati su cui veniva spalmato uno strato consistente di cera di colore scuro (cerae codicilli o pugillares); per scrivere si usava un bastoncino (stilus o graphium) con un'estremità a punta ed un'altra a spatola.
Solo persone molto ricche potevano permettersi una biblioteca personale ben fornita e quindi essere clienti dei vari librai che riproducevano i libri servendosi di copisti. Tito Pomponio Attico fu uno fra i più famosi librai.

### Medioevo
Punto di riferimento per l'organizzazione della scuola nel Medioevo fu la scuola romana.
Una novità rispetto al mondo antico è che chiunque poteva accedere all'istruzione elementare (anche a Roma la scuola la pagavano le famiglie). Infatti già nell'alto Medioevo, in tutti o quasi i monasteri, fra le altre strutture ricettive, esisteva la scuola (destinata ai figli dei contadini perché i figli dei feudatari o delle famiglie più in vista studiavano in casa propria, seguiti da precettori privati), così come nelle città esistevano di norma scuole diocesane e spesso anche parrocchiali.
La fine dell'Impero romano aveva comportato anche la fine delle istituzioni scolastiche pubbliche, in particolare delle scuole a carattere municipale. Come in altri campi, furono le istituzioni ecclesiastiche a riempire il vuoto. Le prime a nascere furono le scuole parrocchiali, che sono attestate almeno dal VI secolo. Le scuole vescovili o cattedrali vennero create innanzitutto per la formazione del clero in un'epoca in cui non erano anvora previsti i seminari; esse erano tuttavia aperte anche ai laici.
Le più importanti scuole altomedievali furono tuttavia quelle monastiche. Presso i cenobi erano spesso presenti due scuole distinte, quella interior per i novizi e quella exterior per i laici.
Nelle scuole dei monasteri si poteva imparare a leggere, scrivere e far di conto; a seconda delle epoche (il Medioevo abbraccia ben dieci secoli) e dei luoghi, ci si poteva fermare qui, oppure si potevano proseguire gli studi in diversi ambiti: farmacologia-erboristeria e medicina, musica, astronomia, logica, retorica ecc.
Le materie insegnate nelle scuole ecclesiastiche erano quelle tardoromane, organizzate nel trivium e nel quadrivium. In particolare le materie del trivio davano il nome ai cicli di studio: grammatica, retorica, logica. L'impostazione ereditata dalla tarda romanità fu tuttavia inserita in una società completamente cristiana, perciò nelle scuole medievali, in particolare in quelle monastiche, avvenne l'integrazione fra la cultura classica greco-romana e quella cristiana.
Così al livello elementare, oltre a leggere, scrivere e fare di conto, s'imparava anche il canto, importante ai fini liturgici; e il libro di testo usato per imparare il latino non erano più i classici, ma il salterio.
Il documento più importante sulla legislazione scolastica in Italia prima dell’XI secolo è il capitolare emanato dall’imperatore Lotario nel palazzo Reale di Corteolona nell’825, con il quale, in un periodo in cui le scuole ecclesiastiche stavano attraversando una fase meno espansiva, per la prima volta la scuola (almeno quella di livello superiore) del regno venne organizzata direttamente dall’autorità statale. Il documento non dà molte informazioni sull’organizzazione scolastica, tuttavia fornisce dettagliate notizie sulla distribuzione delle scuole: a Pavia, dal maestro Dungal, dovevano recarsi gli studenti provenienti da Milano, Brescia, Lodi, Bergamo, Novara, Vercelli, Tortona, Acqui, Genova, Asti, Como. A Ivrea le scuole dovevano essere organizzate dal vescovo. Torino era la scuola di riferimento per gli studenti di Ventimiglia, Albenga, Vado, Alba, mentre Cremona per quelli di Reggio Emilia, Piacenza, Parma e Modena. Nell’Italia nord- orientale, Verona era il centro per gli studenti di Mantova e Trento, Vicenza per quelli di Padova, Treviso, Feltre, Ceneda e Asolo, mentre gli studenti delle rimanenti città dovevano radunarsi a Forlì. Nell’Italia centrale, a Firenze dovevano recarsi tutti gli studenti della Tuscia e a Fermo quelli delle città del ducato di Spoleto.
Nel basso Medioevo, dopo l'anno 1000, incominciarono a esistere anche scuole private, tenute da maestri liberi. Dagli insegnamenti di questo tipo di materie giuridiche, teologiche e mediche sono nati gli studia, come si chiamavano nel Medioevo le università.
Le scuole private che si diffusero di più, tuttavia, in età comunale, furono quelle di livello elementare, dirette ai figli dei mercanti. In esse l'insegnamento si svolgeva solo in lingua volgare; le materie insegnate erano la corrispondenza commerciale, la contabilità, l'arte notaria inferiore (oggi diremmo la contrattualistica). Da queste scuole, nel Trecento nacquero le scuole comunali. Questo tipo di scuole laiche s'impose solo nelle zone più urbanizzate d'Europa, particolarmente in Italia, e poi nelle Fiandre, in Renania e nella Francia settentrionale; nelle zone più arretrate, come l'Inghilterra, continuavano a prevalere le scuole parrocchiali.
A conclusione degli studi liberali, dal Basso Medioevo in poi, si poteva scegliere un percorso di studi universitari in qualche prestigiosa istituzione.
Nel mondo islamico, a partire dal secolo XI, si diffusero le madrase, scuole coraniche collegate alle moschee.

### Rinascimento
Nel Rinascimento, la nuova cultura umanistica proponeva un modello educativo destinato ai ceti dirigenti laici, che si distingueva sia dalla tradizionale educazione di tipo ecclesiastico, fondata sulle Sacre Scritture, sia dall'educazione cavalleresca, basata sugli esercizi militari. L'insegnamento umanistico, infatti, da un lato privilegiava la lettura degli autori classici latini e greci rispetto ai testi cristiani; dall'altro riconosceva l'importanza degli esercizi fisici per il benessere del corpo, e non per la loro funzione militare.
Fra i principali pedagogisti del periodo si devono ricordare Vittorino da Feltre e Guarino Veronese.
La Riforma protestante rappresentò una tappa importante nel rinnovamento dell'educazione in Europa. Già nel Trecento John Wycliffe in Inghilterra, e nel Quattrocento Jan Hus e i fratelli moravi in Boemia si ponevano questo problema; nel Cinquecento lo affrontano con particolare impegno in Svizzera Ulrico Zwingli e Giovanni Calvino, e in Germania Martin Lutero.
Martin Lutero, nella lettera "Ai consiglieri di tutte le città della nazione tedesca, affinché istituiscano e mantengano scuole cristiane" del 1524, dichiarava che «in due o tre anni si potrebbero istruire tutti i ragazzi in modo che a quindici o diciotto ne sappiano di più di quanto se ne sapeva prima con tutte le scuole superiori o conventi»; e proponeva che «se i genitori non possono fare a meno dei bambini per l'intera giornata, li mandino a scuola almeno per una parte del tempo». E Melantone, suo ispiratore e Praeceptor Germaniae, nel De corrigendis studiis precisava: «In una città bene ordinata c'è bisogno di scuole dove i fanciulli, che sono il semenzaio della città, siano istruiti»; e disegnava un piano di organizzazione scolastica cittadina. E anche se Erasmo da Rotterdam potrà commentare che «dove fiorisce il luteranesimo, le scuole deperiscono», in realtà proprio da questi movimenti si avrà una grande espansione dell'istruzione in Europa. I ginnasi tedeschi erano istituiti dai sovrani, perciò, come le chiese luterane, dipendevano dallo stato. Gli istituti che servirono da modello ai successivi furono il ginnasio di Strasburgo, fondato da Johannes Sturm, e quelli dell'Elettorato di Sassonia.
I paesi luterani furono anche i primi a introdurre l'obbligo scolastico (Bildungspflicht) per permettere a tutti di leggere la Bibbia: il Ducato di Sassonia-Gotha nel 1642, il Ducato di Brunswick nel 1651, e soprattutto nel Regno di Prussia nel 1717.
In seguito allo Scisma anglicano in Inghilterra si diffusero le public schools: Eton (1440) e Winchester (1382) erano già state fondate nel Medioevo, ma nel corso del Cinquecento vennero fondate la St Paul's School (1509), la Shrewsbury School (1552), la Westminster School (1560), la Rugby School (1567), la Harrow School (1572), la Charterhouse School (1611). Simili erano le grammar schools.
La Chiesa cattolica rispose sia con iniziative individuali, sia con interventi ufficiali. Le iniziative individuali erano cominciate presto: le guerre, con gli infiniti danni alle popolazioni, suscitavano attività di assistenza a favore dei fanciulli abbandonati o orfani. A Venezia Girolamo Emiliani nel 1511 ne raccolse alcuni e insegnò loro lavori manuali e a leggere e scrivere; la sua attività si fuse poi a Roma con quella della Confraternita degli orfani, e fu detta dei Somaschi. Poi seguirono Gesuiti, Scolopi, Barnabiti, Oratoriani, Litterati e altri ordini anche di monache, come quello di Sant'Angela Merici.
Il più significativo fu l'ordine dei Gesuiti, fondato da Ignazio di Loyola nel 1534. Facendo seguito al Piano di educazione, contenuto nelle Costituzioni originarie, l'Ordine elaborò tra il 1586 e il 1599 quella Ratio Studiorum che, tenendo conto anche dei ginnasi protestanti, dava rigore all'organizzazione delle sue scuole. Prevedeva l'organizzazione in classi, gli orari, i programmi, la disciplina, la divisione in sei anni di studia inferiora e tre di studia superiora, nei quali apprendere grammatica, poesia, retorica e filosofia, divisa a sua volta in logica, fisica, etica, seguiti da un anno di metafisica, matematica superiore, psicologia, fisiologia, e conclusi da una repetitio generalis, da un anno di pratica di insegnamento e infine da altri quattro anni di teologia. In questi studi la cultura classica, ormai riaffiancatasi a quella biblica, veniva «purgata ab omni obscoenitate» a uso dei giovinetti delle scuole. Inutile dire che, così organizzate, le scuole gesuitiche, a cominciare dal Collegio romano fondato nel 1565, produssero una buona messe di uomini di cultura e di scienziati eminenti.

### XVII secolo
Nel seicento il sistema scolastico era diviso in scuole ecclesiastiche e scuole laiche con gli stessi percorsi formativi del secolo precedente. Aumentando il numero di scuole aumentò pure l'alfabetizzazione nonostante in pochi continuavano gli studi dopo i 10 anni inoltre la quantità di femmine che andavano a scuola, era molto bassa. Erano però presenti delle lacune individuate da Comenio mentre fu in esilio: Si dava poca importanza allo studio, non si conosceva un metodo d'insegnamento mirato per far capire a tutti gli alunni la lezione, le scienze e le arti erano insegnate in modo superficiale e frammentario, e gli scolari potevano utilizzare libri diversi per la stessa materia

### XVIII secolo
Per influsso dello sviluppo scientifico del Settecento, in alcuni stati europei venne gradualmente introdotto l'insegnamento delle scienze sperimentali, delle lingue straniere e della storia nelle scuole, soprattutto in Francia e in Germania. In Inghilterra scuole a indirizzo pratico e tecnico erano già nate nel Seicento, dopo la Restaurazione degli Stuart: i dissenters avevano fondato su iniziativa di John Milton questo tipo di scuole, per accedere alle quali non era obbligatoria l'appartenenza alla Chiesa anglicana.
Nel 1747 venne fondata la prima Realschule tedesca a Berlino: vi si insegnavano materie scientifiche, tecniche ed economiche.
Un'altra evoluzione che caratterizzò il XVIII secolo fu l'istituzione di scuole pubbliche gestite dallo Stato. In Italia, il Regno di Sardegna è stato il primo a dar vita alla nuova politica scolastica con l'istituzione di scuole laiche statali di vario grado.
Tutti gli stati cattolici incominciarono a organizzare scuole laiche e pubbliche, per sostituire le scuole gestite dai religiosi. L'evento più significativo in questo senso fu la soppressione della Compagnia di Gesù nel 1773, decretata con il breve apostolico Dominus ac Redemptor di papa Clemente XIV.
Questo fatto avrebbe determinato la scomparsa delle più importanti istituzioni educative dei paesi cattolici. In molti casi, tuttavia, i collegi gesuitici passarono in gestione ad altri ordini religiosi; in qualche caso furono rilevati dallo stato o da privati.
Nel 1774, Maria Teresa d'Austria con il permesso di Federico II di Prussia chiamo e approvò il progetto dell'abate e pedagogista Giovanni Ignazio Felbiger, che prevedeva l'obbligo scolastico per i bambini dai 6 ai 12 anni e l'istituzione di scuole normali (scuole elementari) ampliato in Italia nel 1788 scuole normali (scuole elementari) fino al 1844. Nel 1834 con il re Carlo Alberto di Savoia-Carignano nelle scuole normali (scuole elementari) fu introdotto l'italiano e nel 1844 sempre con Carlo Alberto di Savoia Carignano la scuola normale fu chiamata scuola elementare per preparare i maestri. Nel 1844 fu introdotta la prima forma di scuola media chiamata scuola di metodo della durata di 2 mesi con il Re Carlo Alberto di Savoia Carignano e il pedagogista Ferrante Aporti. Nel 1845 viene chiamata scuola provinciale di metodo con l'apporto di Carlo Alberto di Savoia Carignano e sua moglie Maria Teresa D'Asburgo Lorena.
Furono perciò aperte scuole elementari pubbliche gratuite in ogni piccolo borgo dell'Impero, i successori mantennero vigilanti tale obbligo, sicché tutti i sudditi dell'impero sapevano leggere scrivere e far di conto, a differenza di quanto avveniva in gran parte delle restante Europa in tutto il XIX secolo.
Con la Rivoluzione francese si affermò una nuova idea della scuola: l'istruzione primaria doveva essere pubblica (aperta sia ai maschi sia alle femmine), obbligatoria e gratuita.
L'obbligo venne introdotto in Francia nel 1793 e per effetto delle conquiste napoleoniche fu esteso anche ai paesi conquistati. Ad esempio, nel Regno di Napoli esso venne introdotto nel 1810. In queste nazioni l'introduzione dell'obbligo scolastico era diretta conseguenza dell'introduzione del suffragio universale, che non avrebbe potuto essere esercitato utilmente nell'ignoranza. E proprio per la sua funzione politica l'istruzione elementare oltre che essere obbligatoria doveva essere anche gratuita.
Tuttavia, in seguito alla Restaurazione, in molti di questi paesi l'obbligo scolastico fu abrogato.

### XIX secolo
Con il nuovo secolo nella maggior parte dei paesi occidentali attraversò un graduale cambiamento della scuola rispetto a quella che si può definire Scuola dell'Ancien Régime, caratterizzata da:
- impronta collegiale e privata (scuola a pagamento)
- programmi di studio monolitici
- due tipologie di scuole elementari: le scuole per ricchi in preparazione ai collegi e le scuole elementari con avviamento professionale.

Tuttavia, la visione dell'educazione come fatto naturale di Rousseau non aveva pesato molto sulla società che manteneva questa forte divisione tra coloro che potevano accedere a una scuola di buon livello e coloro che non se lo potevano permettere, relegandoli a uno status sociale basso.
Una delle tappe più importanti verso la formazione del sistema scolastico moderno fu la fondazione dei licei da parte di Napoleone per formare "l'élite della nazione"; il liceo, secondo l'affermazione di Napoleone, insieme al Code civil e alla Legion d'onore, costituiva uno dei "blocchi di granito" su cui si fondava la nazione.
I licei furono fondati nel 1802 e fornivano un'istruzione letteraria (francese, latino e greco, con tre professori) e scientifica (tre professori). Il decreto 17 marzo 1808 fissava il programma scolastico in questi termini: "le lingue antiche, la storia, la retorica, la logica, elementi di matematica e fisica".
Si trattava di scuole totalmente statali e laiche, diffuse su tutto il territorio dell'Impero francese, che comprendeva anche l'attuale Belgio, la Germania a ovest del Reno e circa un terzo dell'Italia. Nello stesso 1802 il sistema fu adottato anche dalla Repubblica Italiana e successivamente riorganizzato dal Regno d'Italia napoleonico nel 1807.
La formazione dei primi stati nazionali e il maggior peso politico dei borghesi convinse la classe dirigente della necessità di offrire anche ai ceti popolari un'istruzione, quale modo per permettere la nascita di un sentimento nazionale e la condivisione dei valori della modernità.
Le nuove fabbriche, inoltre, necessitarono sempre più di operai che fossero perlomeno in grado di leggere e scrivere e per questo si investì molto sull'istruzione pubblica. L'insegnamento di maggiore importanza in tutte le scuole fu quindi l'alfabetizzazione, in seguito, considerato il periodo storico si diede maggiore importanza all'acquisizione di una mentalità scientifica piuttosto che di conoscenze umanistiche. Il ruolo del maestro fu visto come centrale in quanto formatore di persone.
Lo stato di New York istituì la scuola elementare gratuita e obbligatoria nel 1832.
In Italia l'obbligo scolastico fu introdotto dalla legge Coppino del 1877. In Inghilterra l'istituzione delle scuole elementari obbligatorie avvenne nel 1880. In Francia furono le lois Ferry del 1881 a imporre l'istruzione obbligatoria e gratuita.

## Funzione e ruolo
All'interno di un contesto scolastico (ad esempio all'interno di una classe tenendo conto di un definito contesto di partenza e delle finalità proprie dell'istituzione educativa) viene redatto e applicato da parte dei lavoratori della conoscenza un progetto educativo che, avvalendosi di appropriate metodologie didattiche, si propone di raggiungere gli obbiettivi educativi previsti sviluppandosi secondo una precisa scansione temporale. Ciò al fine di soddisfare i bisogni educativi dell'utenza.
La maggior parte dei paesi hanno sistemi di educazione formale generalmente obbligatori (istruzione obbligatoria) nei quali gli studenti progrediscono attraverso la frequenza di varie tipologie di scuole. I nomi di queste ultime variano da paese a paese ma comprendono generalmente: 1) la scuola elementare per l'educazione primaria dei bambini; 2) la scuola secondaria di primo grado per l'educazione secondaria dei ragazzi; 3) la scuola secondaria di secondo grado e l'università.

## Nel mondo

### Francia

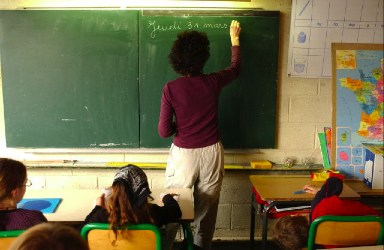
Classe della scuola primaria francese

Nel 1947 una commissione scolastica diretta dall'allora ministro Wallon, propone un sistema di scuola comprensiva.
Nel 1962, la Francia perde definitivamente la sua colonia più importante: l'Algeria. Questo provoca un'immigrazione di ritorno dei cosiddetti "piedi neri", che vengono subito sfruttati come manodopera a basso costo. Non c'è quindi più lo spazio per figure professionali ambigue e non specializzate, il progetto di scuola comprensiva, di stampo generalista, fallisce. Ma si arriva al 1975, anno in cui il Ministro Haby vara una riforma che, modifica i programmi delle scuole elementari e offre maggiore elasticità ai giovani che vogliono dedicarsi alla formazione professionale.
L'ultima importante riforma è del 1992 e unisce la scuola materna a quella elementare, favorendo un ingresso nella scuola fin dalla tenera età e di conseguenza una maggior facilità per le madri di continuare a lavorare. 
Il sistema prevede un corso elementare dai 6 agli 11 anni, una scuola media divisa in due bienni (dagli 11 ai 13 e dai 13 ai 15) e poi la scelta fondamentalmente tra un biennio tecnico/professionale e un biennio/triennio al Lycée.

### Germania
Nella scuola tedesca il percorso formativo ha tre grandi bivi: la Hauptschule (istituto professionale), la Realschule (istituto tecnico) e il Gymnasium (liceo).
L'alternanza scuola/lavoro nella Realschule è coadiuvata dai sindacati e dalle aziende, consentendo un'entrata nel mondo del lavoro in modo maturo e una buona integrazione formativa degli immigrati. Una caratteristica del sistema tedesco, che in linea di massima appare molto armonico e non crea grandi divisioni tra i due sistemi per quanto riguarda la cultura generale, è che la scelta sulla scuola da frequentare e di conseguenza sul futuro della propria vita viene fatta, nella maggior parte dei Länder, a 10 anni, quindi piuttosto presto nel confronto internazionale. Questa caratteristica è discussa da decenni, ma non è mai stata modificata sostanzialmente.

### Italia
Nel 1792, in seguito alla Rivoluzione francese, la scuola venne definita pubblica, obbligatoria e gratuita, infatti sia i maschi sia le femmine dovevano accedervi. Inizialmente, essa era divisibile in quattro livelli di istruzione nettamente distinti: elementare, medio-inferiore, medio-superiore (al quale si affiancarono i licei) e universitario. Nel 1810, Gioacchino Murat decretò l'obbligatorietà della scuola primaria italiana nel Regno di Napoli, obbligo tuttavia scarsamente osservato. L'obbligo scolastico comunque fu fatto effettivamente osservare a partire dagli anni trenta del secolo XX. Negli anni sessanta del XX secolo fu la RAI che, tramite la trasmissione "Non è mai troppo tardi", cercò di alfabetizzare almeno una parte del milione di italiani ancora analfabeti. Nel secondo dopoguerra l'obbligo scolastico fu portato a quattordici anni e, poco prima dell'inizio del XXI secolo, a 16 anni. L'ordinamento scolastico fu profondamente riordinato nel 1923 dal ministro Giovanni Gentile, ministro dell'Istruzione dal 1922 al 1924, con una profonda riforma che rimase in vigore sino agli inizi del XXI secolo. Negli anni sessanta del XX secolo fu gradualmente resa obbligatoria la frequenza dei tre anni della scuola media inferiore per i bambini dagli undici ai quattordici anni, abolendosi le scuole di avviamento commerciale e di avviamento industriale che erano state istituite nei comuni più popolosi e altresì abolendosi le classi sesta, settima e ottava della scuola elementare, che ancora erano in funzione nei piccoli centri (spesso in pluriclasse, cioè con una sola maestra che curava l'insegnamento per più classi contemporaneamente, data la scarsità del numero di alunni dei piccolissimi centri).

### Spagna
La fine del periodo franchista consentì un morbido passaggio a un periodo di riforme economiche e di conseguenza anche legate all'istruzione. 
Nel 1970 l'obbligatorietà scolastica venne portata a 14 anni, ai quali seguivano o un liceo comprensivo (bachillerato) oppure la formazione professionale.
La crisi europea legata allo shock petrolifero, colpisce anche la Spagna dal '75 all'85 facendo crescere la disoccupazione e impedendo il progresso.
Nel 1990 con la "Ley Orgánica General del Sistema Educativo (LOGSE)" (Legge Organica Generale del Sistema Educativo) la scuola diventa obbligatoria e gratuita fino a 16 anni (come in Italia) e si investe molto sull'autonomia degli insegnanti e sulla possibilità di associarsi con gli studenti.
Inoltre si regolamentano i rapporti tra scuola pubblica e scuola privata. In Spagna la scuola privata riveste un ruolo importante in quanto soddisfa i bisogni del 30% degli studenti.
Possiamo dividere la scuola privata spagnola in due grandi tipologie:
- centri concertados: ottengono finanziamenti dallo Stato per quanto riguarda ad esempio i libri e i contributi per gli insegnanti.
- scuole senza finanziamenti.

Anche le scuole cattoliche hanno una grande importanza in quanto soddisfano un ulteriore 30% degli studenti, la percentuale sale a 40% se consideriamo solo la formazione professionale, in quanto in alcuni territori solo questa tipologia di scuola è diffusa.

### Regno Unito
Il sistema scolastico britannico è fin dalle sue origini basato sul principio di sussidiarietà e sulla decentralizzazione delle decisioni. I Boards, istituiti a seguito dell'Education Act del 1870 la fine del '800 erano dei consigli locali che furono il motore per la nascita di un sistema scolastico nazionale.
Nel 1918 vengono istituite le LEA, gruppi locali formati da insegnanti, imprenditori, genitori, studenti con indipendenza finanziaria e formativa: la ricerca di insegnanti, la sinergia tra il mondo del lavoro e la scuola erano tutti compiti delegati a queste unità che dovevano sottostare solo ad alcune regole basilari. L'obbligo scolastico per tutti era fino a 16 anni.
Nel primo dopoguerra il Partito Laburista si impossessa delle Sunday School, storicamente in mano agli evangelisti e responsabili del processo di alfabetizzazione (e coscientizzazione secondo alcuni storici) delle masse operaie. Nel 1938 il governo propone un sistema tripartito: Grammar school (Liceo), Technical School (Istituto Tecnico) e Modern School (Istituto Professionale) ai quali si affianca la Public School che, malgrado il nome, è la scuola privata d'élite per eccellenza. Nel 1944 questa divisione viene confermata e l'obbligo va alzato a 16 anni.
Nel secondo dopoguerra, per iniziativa delle LEA territoriali che sostenevano che una buona educazione potesse portare al progresso dell'intera società, si propose di estendere le Grammar School a tutti gli studenti. Questi istituti però, erano in grado di rispondere a poco più del 5% della domanda. Per cui venne creata la Comprehensive School, che risponderà al 90% delle richieste. Nel 1964 viene istituito il Ministero dell'Istruzione che fino agli anni ottanta avrà il solo ruolo di coordinamento.
La crisi europea coglie impreparata la Gran Bretagna, causa la pesante mancanza di figure professionali ben definite. La scuola comprensiva per tutti aveva inaspettatamente acuito le differenze sociali: coloro che finivano il liceo e provenivano da un ceto basso non avevano mezzi per continuare gli studi, al contrario dei figli dei ricchi e si ritrovano senza vere e proprie competenze. Il lungo governo Thatcher sviluppò una politica di accentramento del potere decisionale, aumentò il rapporto tra scuola e lavoro, realizzando scuole tecniche e professionali. L'istruzione di base rimane comunque buona per tutti.

### Svezia
Il sistema nordico, il più progressista in Europa, è ritenuto da molti il modello ideale e il più adatto ad affrontare le nuove sfide della globalizzazione. Esso si basa su un sistema comprensivo che vede tutti gli studenti seguire lo stesso identico percorso formativo fino a 16 anni. La scuola e l'università svedese hanno dalla loro un forte rapporto con il mondo del lavoro, soprattutto con le aziende del territorio che dettano le regole del mercato e dell'istruzione, investe molto fin dai primi anni sulla manualità, su visite all'azienda e gli stage. Vi è una forte componente di integrazione di coloro che hanno lasciato il percorso formativo per andare a lavorare, fino a 25 anni possono frequentare gli istituti assieme ai loro compagni molto più piccoli e l'ente locale si occupa di domandare periodicamente se sono interessati a continuare gli studi. Alcune aziende importanti hanno sponsorizzato degli istituti a numero chiuso in cui è possibile entrare facilitando subito l'ingresso nel mondo del lavoro.
Ovviamente questo è il sistema che va per la maggiore, ma anche in Svezia, come in tutti gli altri paesi, ci sono scuole più generaliste e università non-professionalizzanti.